# Amiserica argentata
Amiserica argentata är en skalbaggsart som beskrevs av Frey 1975. Amiserica argentata ingår i släktet Amiserica och familjen Melolonthidae. Inga underarter finns listade i Catalogue of Life.